# If You Really Want to Be My Friend
If You Really Want to Be My Friend är åttonde spåret på Rolling Stones album It's Only Rock 'n Roll, släppt 18 oktober 1974. Balladen skrevs av Mick Jagger och Keith Richards och spelades in i november 1973 och januari / maj 1974.
Texten handlar om ett givande och tagande i en vänskapsrelation.
"If you really want to understand a man / Let him off the lead, set him free / If you really really want to be my friend / Give me the look of love, not jealosy ("Om du verkligen vill förstå en man / Låt honom slippa spela huvudrollen, befria honom / Om du verkligen absolut vill vara min vän / Ge mig den kärleksfulla blicken, inte svartsjuka"), lyder några strofer på den sex minuter och 17 sekunder långa låten. Refrängen lyder samma som låtens titel, med olika följdstrofer.

## Medverkande musiker
- Mick Jagger - sång
- Keith Richards - elgitarr (Rytm)
- Mick Taylor - akustisk gitarr och synthesizer
- Bill Wyman - elbas
- Charlie Watts - trummor
- Billy Preston - orgel
- Blue Magic - bakgrundssång